# Louise de Budos
 (juin 2013).
Si vous disposez d'ouvrages ou d'articles de référence ou si vous connaissez des sites web de qualité traitant du thème abordé ici, merci de compléter l'article en donnant les références utiles à sa vérifiabilité et en les liant à la section « Notes et références ».
Louise de Budos, dame de Vachères, duchesse de Montmorency (13 juillet 1575 - 26 septembre 1598), fut la seconde épouse d'Henri Ier de Montmorency, Connétable de France, et plus tard la maîtresse du roi Henri IV de France.

## Biographie
Fille de Jacques de Budos, vicomte de Portes (1537-1596) et de Catherine de Clermont-Montoison (décédée en 1625), Louise de Budos naît le 13 juillet 1575. Elle est la sœur aînée de Balthazar de Budos, coadjuteur de l'évêque de Castres puis évêque d'Agde qui réalise une carrière ecclésiastique sous la protection de la famille de Montmorency.
À ses seize ans, elle est mariée par son père le 15 février 1591 à Jean de Gramont, seigneur de Vachères qui  la laisse veuve l'année suivante.
En 1592, Henri Ier de Montmorency, veuf de sa première femme, Antoinette de La Marck, avait à Pézenas auprès de lui Louise de Budos et sa mère. Une pauvre femme leur demanda un jour l'aumône, Louise insista auprès de sa mère pour qu'elle y consentît, et la mendiante remercia alors la jeune fille en lui donnant une petite bague qu'elle lui dit de passer au doigt du duc de Montmorency, et que son bon cœur en serait récompensé.
Le conseil fut suivi et peu après, le 19 mars 1593, à Agde, Henri épouse Louise. Il était de quarante et un  ans son aîné, mais les deux mariés furent heureux. Henri dira d’ailleurs de son épouse qu’elle était « la plus belle et la plus accomplie dame de son siècle".
Le 11 mai 1594, Louise met au monde son premier enfant, une fille, Charlotte Marguerite (celle-ci sera aimée d'Henri IV vieillissant, lequel la maria à son cousin le prince de Condé, Henri II de Bourbon-Condé). Quatre mois plus tard, elle est de nouveau enceinte, et le 30 avril 1595, au château de Chantilly, Louise met au monde un second enfant, un fils, Henri II de Montmorency.
En 1598, sa beauté séduit le roi de France, Henri IV, qui en fait aussitôt sa maîtresse mais pour une courte durée, le roi restant très amoureux de sa favorite en titre, Gabrielle d’Estrées.
Le 26 septembre 1598, à Chantilly, Louise de Budos s’éteint, alors qu’elle n’a tout juste que 23 ans, peut-être d’un assassinat. Les obsèques sont célébrées en grande pompe, le 3 décembre, dans l'église Saint-Nicolas-des-Champs de Paris.